# جوزيف فرايهر فون أيشندورف
جوزيف فرايهر فون أيشندورف (بالألمانية: Joseph von Eichendorff)، هو كاتب ألماني. ولد عام 1788 في مدينة لوبوفيتس. ومات عام 1857 في مدينة نايسه. تعرف أيشندروف في عام 1807 على أرنيم وبرنتانو. ودرس الحقوق في برلين وفيينا حيث تعرف هناك بفريدريش شليجل. اشترك أيشندورف في حروب التحرير ضد نابليون. وبدأ في عام 1816 حياته الوظيفية في خدمة دولة بروسيا.

## أعماله
- الحدس والحاضر «Ahnung und Gegenwart»
- من حياة شخص طالح «Aus dem Leben eines Taugenichts»
- صورة من المرمر «Das Marmorbild»

## روابط خارجية
- جوزيف فرايهر فون أيشندورف على موقع IMDb (الإنجليزية)
- جوزيف فرايهر فون أيشندورف على موقع الموسوعة البريطانية (الإنجليزية)
- جوزيف فرايهر فون أيشندورف على موقع ميوزك برينز (الإنجليزية)
- جوزيف فرايهر فون أيشندورف على موقع أول ميوزيك (الإنجليزية)
- جوزيف فرايهر فون أيشندورف على موقع ديسكوغز (الإنجليزية)